# Président de la Junte des communautés de Castille-La Manche
Le président de la Junte des communautés de Castille-La Manche (en espagnol : Presidente de la Junta de comunidades de Castilla-La Mancha) est le chef du gouvernement de la communauté autonome espagnole de la Castille-La Manche.
L'actuel titulaire de ce poste est, depuis le 3 juillet 2015, le socialiste Emiliano García-Page.

## Élection
Le statut d'autonomie dispose que « Le président de la Junte des communautés sera élu par les Cortes, parmi ses membres, et nommé par le roi ».

### Procédure
À la suite de chaque élection régionale, et en cas de cessation des fonctions du président de la Junte, le président des Cortes consulte les représentants des groupes politiques disposant d'une représentation parlementaire. À l'issue de ces consultations, il propose un candidat. N'est pas éligible celui qui a déjà occupé pendant au moins huit ans la présidence de la Junte, à moins que son mandat ne se soit terminé il y a au moins quatre ans.
Le candidat présente son programme au cours d'une session convoquée spécialement à cet effet, après quoi s'ouvrira un débat entre lui et les représentants des groupes parlementaires.
Une fois le débat clos, le président engage le vote d'investiture. Le candidat l'emporte s'il totalise une majorité absolue de suffrages favorables, actuellement 17 voix sur 33.

### Échec
Si le candidat échoue à remporter cette majorité, il se soumet à un nouveau scrutin quarante-huit heures plus tard, pour lequel la majorité simple est suffisante. En cas de nouvel échec, la procédure est recommencée mais sans débat.
Dans le cas où aucun candidat n'obtient l'investiture des Cortes dans un délai de deux mois, elle est automatiquement accordée au candidat issu du parti politique qui a le plus grand nombre de députés.

### Investiture
Une fois un candidat investit, le président des Cortes communique l'information au roi, qui le nomme président de la Junte des communautés par décret royal.

## Fonctions

### Chef du gouvernement régional
En sa qualité de président du gouvernement de la Castille-La Manche : 
- il « détermine le programme du gouvernement » ;
- il « nomme et révoque les vice-présidents et conseillers exécutifs » ;
- il « convoque les réunions du conseil de gouvernement, en fixe l'ordre du jour, les préside, suspend et lève, et dirige les délibérations » ;
- il « assure la coordination entre les différents départements exécutifs et résout leurs conflits d'attributions » ;
- il « organise l'intérim d'un conseiller absent, malade ou empêché » ;
- il « peut poser la question de confiance aux Cortes après délibération du conseil de gouvernement » ;
- il « signer les décrets approuvés par le conseil de gouvernement et ordonne leur publication » ;
- il « exerce toutes les autres facultés et attributions que les lois lui attribuent ».

### Représentant suprême de la communauté
En sa qualité de représentant suprême de la communauté autonome : 
- il « signe les conventions et accords de coopération avec les autres communautés autonomes » ;
- il « promulgue les lois, au nom roi, et ordonne leur publication au Journal officiel de Castille-La Manche et au Bulletin officiel de l'État » ;
- il « ordonne la publication de la nomination du président du tribunal supérieur de justice au Journal officiel de Castille-La Manche » ;
- il « convoque les élections régionales » ;
- il « prononce la dissolution des Cortes, après délibération du conseil de gouvernement » ;
- il « fixe et modifie le nombre et la dénomination des départements exécutifs ».

## Structure d'appui
Pour l'assister dans l'exercice de ses fonctions, le président de la Junte des communautés de Castille-La Manche dispose de la présidence du gouvernement, structurée ainsi : 
- présidence de la Junte des communautés de Castille-La Manche (Presidencia de la Junta de Comunidades de Castilla-La Manche)
  - première vice-présidence (Vicepresidencia Primera)
    - vice-département de la Planification stratégique
    - direction générale de la Coordination
    - direction générale de Suivi du plan de relance

  - deuxième vice-présidence (Vicepresidencia Segunda)
    - vice-département des Relations institutionnelles
      - direction générale des Relations avec les Cortes
      - direction générale des Affaires européennes

    - direction générale de la Promotion institutionnelle

  - département de l'Égalité (Consejería de Igualdad)
  - département du Porte-parole (Consejería Portavoz)
    - direction générale de la Communication

  - secrétariat général de la Présidence (Secretaría General de la Presidencia)
  - cabinet de la Présidence (Gabinete de la Presidencia).

## Fin du mandat
Le mandat du président de la Junte des communautés prend fin par sa démission, par le vote d'une motion de censure, l'échec d'une question de confiance, l'élection de son successeur, ou une condamnation pénale le rendant inapte à l'exercice d'une charge publique.
Les anciens présidents ne touchent aucune indemnité, mais ceux qui n'ont pas été condamnés pénalement disposent, pendant quatre ans, d'un secrétariat de deux personnes, d'un bureau en conséquence, d'un véhicule officiel et d'officiers de sécurité. Ils sont placés, dans l'ordre protocolaire, après les membres du conseil de gouvernement.

### Motion de censure
Les Cortes peuvent mettre en cause la responsabilité politique du président de la Junte des communautés par le vote d'une motion de censure. Celle-ci doit être signée par au moins 15 % des députés, soit 5 actuellement, et proposer le nom d'un candidat à la succession du président.
Elle ne peut être votée moins de cinq jours après sa présentation, des motions alternatives pouvant être déposées pendant les deux premiers jours de ce délai. Si aucune motion n'atteint la majorité absolue des députés, elle n'est pas adoptée et ses signataires ne peuvent en présenter de nouvelle pendant un délai d'un an à compter du jour du vote.
En cas d'adoption, le conseil de gouvernement remet immédiatement sa démission. Le candidat de la motion est proclamé investi, puis nommé par décret du roi.

## Titulaires
Depuis les premières élections régionales, le 8 mai 1983, quatre personnes ont exercé cette fonction. Trois sont issues du Parti socialiste ouvrier espagnol (PSOE). Le socialiste José Bono détient le record de longévité avec près de vingt et un ans passés au pouvoir, tandis que la conservatrice María Dolores de Cospedal est la première femme à accéder à ce poste, et la première présidente issue d'une formation de centre droit.